# Historyczna szkoła prawa
Historyczna szkoła prawa – XIX-wieczny nurt w niemieckiej nauce państwa i prawa. Sprzeciwiał się projektom kodyfikacji prawa, akcentując historyczną istotę zjawisk prawnych i ich związki z organicznie rozwijającym się narodem. Jego głównymi przedstawicielami są Friedrich Carl von Savigny, Georg Friedrich Puchta oraz Gustav von Hugo.

## Powstanie szkoły
Historyczna szkoła prawa powstała na gruncie sporów ideowych początku XIX wieku. Jej zwolenników można włączać w szerszy nurt romantycznego sprzeciwu wobec Oświecenia. Sprzeciwiali się oni zarówno pozytywizmowi prawniczemu, jak i teoriom prawnonaturalnym. Przeciwstawiali im filozofię prawa opartą na historyzmie. Szkołę łączyły też silne związki z myślą konserwatywną, niemieckim ruchem narodowym oraz filozofią Georga Wilhelma Hegla, który był dla historystów zarówno inspiracją jak celem krytyk.
Za symboliczny początek istnienia szkoły uznaje się polemikę pomiędzy Antonem Thibaut a Friedrichem Carlem von Savigny. Anton Thibaut był profesorem prawa w Heidelbergu. W roku 1814 opublikował esej O konieczności ogólnego kodeksu cywilnego dla Niemiec. Odnosząc się do Kodeksu Napoleona wykazywał w nim, że Niemcy powinny stworzyć podobną kodyfikację swego prawa, odpowiadającą ich potrzebom i służącą zjednoczeniu państwa. Na esej ten odpowiedział Savigny, profesor prawa w Berlinie, uznany badacz prawa rzymskiego, pisząc O powołaniu naszych czasów do ustawodawstwa i nauki prawa. Stwierdzał, że propozycje Thibauta są niedojrzałe. Nie można bowiem kodyfikować czegoś, czego się do końca nie zrozumiało. W różnych częściach Niemiec obowiązują bowiem różne prawa. Wszystkie one są wyrazem życia ducha narodu i nie można tego życia zamykać w jednej kodyfikacji.
W dyskusji tej wyklarowały się dwa przeciwstawne stanowiska, które określiły kształt niemieckiego dyskursu prawniczego w XIX wieku.

## Poglądy
Przedstawiciele historycznej szkoły prawa uważali, że prawo jest wyrazem rozwoju życia narodu i nie może być pojmowane w oderwaniu od niego. Różne narody mają odmienne systemy prawne odpowiadające ich historii i specyfice. Prawo jest tu porównywane do języka – organicznie związanego z narodem i nie dającego się przeszczepiać na obcy grunt. Kodeks Napoleona, wprowadzony w Niemczech w czasie wojen napoleońskich, określany jest jako rak w ciele narodu. Chociaż większość przedstawicieli szkoły odrzucała możliwość istnienia prawa wspólnego dla różnych narodów (np. prawa naturalnego), to dla niektórych (np. Georga Puchty) istnieć mogą pewne ogólne zasady prawne. Dzięki nim możliwe jest przenoszenie pewnych (jednak nie wszystkich) instytucji prawnych z jednego narodu do drugiego (jak to się stało z recepcją prawa rzymskiego w Niemczech).
Dla historycystów prawo rozwija się nie poprzez racjonalny namysł, lecz w sposób irracjonalny i nieświadomy. Stąd wynika niechęć wobec kodyfikacji prawa. Kodyfikacja jest wynikiem kalkulacji, oderwanej od społecznego podłoża i narodowego ducha. Zatrzymuje proces rozwoju prawa, które staje się obcym elementem w narodzie. Właściwa kodyfikacja powinna polegać nie na narzucaniu form prawnych, lecz na zrozumieniu ducha narodu i umocnieniu form rozwiniętych historycznie. Savigny podawał przykład prawa rzymskiego – rozwijającego się przez stulecia i skodyfikowanego dopiero przez Justyniana.
Historycyści silnie sprzeciwiali się aktywności ustawodawczej państwa. Państwo jest tworem nienaturalnym, a między nim a narodem brak jest ścisłej więzi (co różni szkołę historyczną od filozofii Hegla). Rola jaką wyznaczają państwu jest minimalna – nie tworzy ono prawa, lecz jedynie uznaje jego istnienie, wzmacnia je i dopracowuje w szczegółach. Podstawowym źródłem prawa jest zwyczaj, dlatego też do historii powinno się podchodzić z odpowiednim szacunkiem. Rewolucyjne zmiany i zrywanie z tradycją są niedopuszczalne.
Aby zwyczaj stał się obowiązującym prawem powinien zostać odpowiednio uznany. Istotną rolę grają tu uczeni prawnicy. Są oni reprezentantami narodu i mają świadomość prawną, której brakuje państwu. Jest ich niewielu (najwyżej kilkunastu) i to oni w praktyce stwierdzają co jest zwyczajem, nadając ostateczny kształt prawu.
Największy spór wewnątrz historycznej szkoły prawa dotyczył stosunku do prawa rzymskiego. Tzw. romaniści (Savigny, Puchta) opierali się w swoich pracach na studiach nad prawem rzymskim, oraz nad jego niemiecką recepcją. Według nich duch narodu rzymskiego i niemieckiego były do pewnego stopnia sobie bliskie, dlatego też rzymskie instytucje prawne mogły się przyjąć na gruncie niemieckim. Z kolei tzw. germaniści (Karl Friedrich Eichhorn, Georg Beseler, Johann Caspar Bluntschli) uznawali wpływ prawa rzymskiego w Niemczech za rzecz szkodliwą. Dążyli do oczyszczenia prawa niemieckiego poprzez sięganie do prawa plemion germańskich i prawa średniowiecznego. Germaniści byli częścią szerszego ruchu narodowego prowadzącego do wzmocnienia pierwiastka narodowego w Niemczech i walki z obcymi wpływami. W latach czterdziestych opowiedzenie się po którejś ze stron sporu przybrało miarę narodowej manifestacji.

## Znaczenie szkoły
Główny cel jaki sobie stawiała szkoła – przeciwstawienie się kodyfikacji prawa, nie został osiągnięty. Prace nad kodeksem znacząco się jednak opóźniły i Bürgerliches Gesetzbuch wszedł w życie dopiero 1 stycznia 1900 r. Znaczenie historycznej szkoły prawa jest jednak znacznie szersze i obejmują zarówno historię, jak i metodologię nauk społecznych.
Szkoła rozwinęła badania nad prawem i jego historycznym rozwojem. Chociaż interesowała się przede wszystkim prawem rzymskim i niemieckim, to wyniki jej prac i opracowane metody badawcze mają powszechne znaczenie. Rozwój metodologii badań pozwolił na oczyszczenie prawa rzymskiego i odtworzenie jego obrazu w poszczególnych epokach.